# Erythräisches Meer
Unter dem Erythräischen Meer verstand man in der Antike das Rote Meer, den Golf von Aden und den Indischen Ozean. Als Namensgeber dachten sich die Griechen den mythischen König Erythras, dessen Namen sich von altgriechisch ἐρυθρός erythrós („rot“) herleitet.
Wichtige Quellen zum Handel in diesem Gebiet sind der  Periplus Maris Erythraei (40–70 n. Chr.) eines unbekannten Autors (vermutlich ein griechischer oder ägyptischer Kaufmann) und ein Zollerlass des Kaisers Mark Aurel, der zwischen 176 und 180 entstand und die Waren aus dem Erythräischen Meer aufführt, die in Alexandria verzollt werden mussten. In Berenike (Baranis) wurden ferner Ostraka ausgegraben, die vermutlich Zoll-Listen darstellen. Auch Pflanzenreste aus dieser Siedlung geben wichtige Auskunft über den römischen Handel mit Indien und Ostafrika. Die wichtigsten Häfen waren Myos Hormos, Philoteras, Leukos Limen und Berenike. Das Erythräische Meer war berüchtigt für seine Piraten.
In Indien haben vor allem die Ausgrabungen in Arikamedu römische Münzen und Keramik erbracht. Nach den Schriftquellen waren auch Barbarikon und Barygaza im Westen des Subkontinents von Bedeutung.
Der griechische Indienhandel setzte um 120 v. Chr. ein und wurde in römischer Zeit deutlich intensiviert.
Die Schiffe waren 40–50 m lang und aus Teakholz gebaut. Theophrast (5,4,7.1) beschreibt dieses Holz, das bis zu 200 Jahre halten konnte, wenn es unter Wasser verblieb. Die Schiffe hatten zwei bis drei Masten und konnten bis zu 700 Menschen befördern. Die Segel bestanden aus Baumwolle.